# Crocidium microstictum
Crocidium microstictum är en tvåvingeart som beskrevs av Hesse 1963. Crocidium microstictum ingår i släktet Crocidium och familjen svävflugor. Inga underarter finns listade i Catalogue of Life.